# Titan-Nunatak
Der Titan-Nunatak ist ein großer und 460 m hoher Nunatak mit einem etwas abgeflachtem Gipfel im Südosten der westantarktischen Alexander-I.-Insel. Er ragt zwischen dem Coal-Nunatak und den Tethys-Nunatakkern auf.
Luftaufnahmen des US-amerikanischen Polarforschers Lincoln Ellsworth vom 23. November 1935 dienten dem US-amerikanischen Kartographen W. L. G. Joerg für eine Kartierung. Auf Ellsworth Fotografien war jedoch nicht eindeutig zu erkennen, ob der Nunatak auf der Alexander-I.-Insel oder einer vorgelagerten Insel zu verorten ist. Dies klärten Vermessungen des Falkland Islands Dependencies Survey im Jahr 1949 auf. Das UK Antarctic Place-Names Committee benannte ihn 1955 in Anlehnung an die Benennung des benachbarten Saturn-Gletschers nach dem Saturnmond Titan.